# Hodgsoniola
Hodgsoniola es un género monotípico de plantas monocotiledóneas perteneciente a la familia Xanthorrhoeaceae. Incluye una sola especie nativas de Australia Occidental, Hodgsoniola junciformis (F.Muell.) F.Muell.

## Descripción
Son hierbas (mechones), de hoja perenne o de hoja caduca. Las plantas con una concentración basal de las hojas, es rizomatosa. Las hojas son alternas, espirales o dísticas, herbáceas, o coriáceas, o membranosas, sésiles. La inflorescencia en forma de racimos es terminal con cerca de 50 flores. El perianto de color  púrpura.

## Taxonomía
Hodgsoniola junciformis fue descrita por Ferdinand von Mueller y publicado en  Fragmenta Phytographiae Australiae 2: 176, en el año 1861.
Sinonimia
- Hodgsonia junciformis F.Muell.[5][6]